# Jere Lehtinen
Jere Lehtinen (Espoo, Finlàndia 1973) és un jugador d'hoquei sobre gel finlandès, guanyador de quatre medalles olímpiques.

## Biografia
Va néixer el 24 de juny de 1973 a la ciutat d'Espoo, població situada a l'àrea metropolitana de Hèlsinki. És nebot del nedador Pentti Paatsalo i la gimnasta Arja Lehtinen, ambdós esportistes olímpics.

## Carrera esportiva
Inicià la seva pràctica esportiva en el seu país, esdevenint posteriorment jugador dels Dallas Stars als Estats Units, equip en el qual milita.
Amb 20 anys va participar en els Jocs Olímpics d'Hivern de 1994 realitzats a Lillehammer (Noruega), on aconseguí guanyar la medalla de bronze, metall que repetí en els Jocs Olímpics d'Hivern de 1998 realitzats a Nagano (Japó). En els Jocs Olímpics d'Hivern de 2002 realitzats a Salt Lake City (Estats Units) finalitzà en cinquena posició i en els Jocs Olímpics d'Hivern de 2006 realitzats a Torí (Itàlia) aconseguí guanyar la medalla de plata, perdent la final olímpica davant de Suècia. En els Jocs Olímpics d'Hivern de 2010 realitzats a Vancouver (Canadà) aconseguí una nova medalla de bronze.
Al llarg de la seva carrera ha guanyat quatre medalles en el Campionat del Món d'hoquei gel masculí, destacant una medalla d'or aconseguida el 1995.